# Нед Фландерс
Не́двард «Нед» Фла́ндерс (англ. Nedward «Ned» Flanders) — персонаж Сімпсонів, озвучений Гаррі Ширером. Шульга, володіє магазином Лівомаркет (англ. Leftorium).

## Опис

### Створення
Перед глядачами Нед з'являється у найпершому епізоді — «Сімпсони смажать на відкритому вогні», разом зі своїм молодшим сином Тоддом. Дружина Неда і його старший син з'являються трохи пізніше — у серії «Виклик Сімпсонів» (серія 7).
Спершу Мет Ґрейнінґ задумав Неда, як просто (людину, що є добропорядною) і щоб вказувати на недоліки Гомера. Справді, у найперших серіях Нед майже не релігійний, у 2 сезоні у серії «Гомер Єретик» Нед стає трохи більше віруючим, а після 6 сезону релігійність повністю укорінюється у його характері. У перших сезонах «завданням» і роллю Неда було показувати недоліки у поведінці і фінансовому становищі своїх сусідів — родини Сімпсонів і присоромлювати їх та показувати усі негативні риси Гомера — марнотратство, пияцтво, часті сварки, некомпетентність та інше.
Протягом перших сезонів у Неда був невеликий «живіт», проте його вирішили усунути через праведний і здоровий спосіб життя Неда. Також була усунена його «зубастість», характерна для усіх персонажів у перші сезони. Також з самого початку зароджується ворожнеча між Гомером і Недом, яка розпалюється з подальшими епізодами. Уся релігійність, лагідність і решта позитивних якостей Неда присутні помітно з 4-5 сезону, його подальші відносини та хобі розкриваються протягом перших 5 сезонів.

### Культурний вплив
Перед глядачем Нед постає досить звичайним: носить зелений светр (який надзвичайно сильно свербить, це Нед вказує у коміксі 84 «Нед Сімпсон», бо терплячість до свербіння приводить до умиротворення перед Богом), окуляри, коричневі штани та рожеву сорочку. Проте, кожен елемент одягу навіть грає для нього значну роль. За усього декілька років появ Нед перетворюється на культового і духовно потужного персонажа з США.
Так, у 2001 році та 2002, на фестивалі Грінбелт, де гралася різна християнська музика, було проведено захід «Ніч Неда Фландерса». Туди приходили люди, які перевдягалися у свого кумира — Неда Фландерса. Така ніч викликала великий ажіотаж і було присутньо 1000 людей. У 2002 році був проведений подібний захід, де виступала група під назвою Нед Зеппелін. Зал був заповнений близько 2000 людьми, 1500 з яких дивилися стоячи. Виступ групи «Нед Зеппелін» відбувався ще двічі: у 2003 і 2004 роках.
Озвучує Неда Гаррі Ширер. За його задумом голос Неда має звучати дуже м'яко. Його римування слів як «діддлі» (на українському дубляжі «-енько») вперше було присутньо у серії «Виклик Сімпсонам».

## Відносини з іншими

### Стосунки Неда з синами
Нед Фландерс має двох синів Рода і Тодда. Роду — 10 років, Тодду — 8. З самого народження Фландерс почав вливати у них релігію. Незрозуміло чому, але Фландерс не дуже добре ставиться до людей з іншими віруваннями. Нед вважає, що найкраща релігія — християнство та увесь світ має її дотримуватися. Род і Тодд — просто дві маленькі копії Неда Фландерса. Нед виховує своїх синів у надзвичайно строгому порядку. Нед не дозволяє їм дивитись телевізор, їсти цукор, брехати, говорити телефоном. Незрозуміло чому, бо Біблія цього не забороняє. Щобільше — Род і Тодд зобов'язані лягати спати щонайпізніше о 7 вечора. Потихеньку Род і Тодд самі привчились до такої спартанської дисципліни та уже самі призвичаїлись так жити. Нед їх довчив до того, що вони пам'ятають на пам'ять цілі глави з Біблії й повністю вивчили 1-ше, 2-ге, 2-ге доповнене і частково 3-тє видання Біблії. Коли Барт і Ліса жили у Фландерсів — Ліса вдало помітила, що у домі Фландерсів усе відбувається з сильним впливом релігійного фанатизму. Хоча у багатьох епізодах показується, що не так вже й сильно Фландерс обмежує своїх дітей. Нед досить заможний і завжди купляє багато подарунків своїй родині. Одного разу він подарував Роду і Тодду поні., на Різдво що дуже злило Лісу. Також Фландерс їм дарував велосипеди, мопеди, стрибалки та інше. Одного разу через те, що Ліса зіграла жарт над Бартом і Гомером, намазавши їх чипсами з фарбою і вони подумали, що у них проказа, Фландерсу довелося витратити усі заощадження, щоб Барт і Гомер поїхали на лікування на Гаваї. Тоді він сказав, що у них буде уявне Різдво. Його діти дуже зраділи та почали себе уявляти з подарунками.

### Стосунки Неда та Гомера Сімпсона
Напевно ніхто так не ненавидить Неда Фландерса як його 38-річний сусід Гомер Сімпсон. . Причин для ненависті у Гомера є досить багато. По-перше — Гомер у порівнянні із Фландерсом є абсолютно безкорисною для суспільства людиною. Скільки Гомер не робив різних ярмарків, акцій, розпродажів; все одно у порівняння з Фландерсом не йде — під боком у Гомера вічно позитивний приклад. І якщо Гомер робить різні події виключно заради аудиторії, слави або грошей — Фландерс дуже благодійний і усе, що заробить або знайде — віддає. По-друге — Гомер вважає що Фландерс зануда, нічого не знає і з ним ні про що не можна говорити. По-третє — Фландерс не робить нічого, що Гомер вважає «класним» — не танцює без штанів, не любить дивитися фільми жахів, жахається від виду крові, не напивається, не ходить на бейсбол, не програє гроші, не робить ставки, не сідає за кермо п'яним та ін. По-четверте — Фландерс любить римувати слова, що просто доводить Гомера до сказу. Хоча, Гомер не так вже і ненавидить свого сусіда. Бо Гомеру ще треба пошукати таких сусідів. Гомер завжди бере речі у Фландерса у безповоротний борг, який ніколи не збирається віддавати. Ось випадки, коли Гомер використовував речі Фландерса:
- забрав і розбив відеокамеру Фландерса
- забрав газонокосарку
- забрав підставку під телевізор
- приєднався до електропостачання в будинку Фландерса[5]
- поцупив садовий стільчик
- поцупив смокінг Фландерса
- вкрав цілу кімнату для своєї мами[6]
- вкрав сімейне фото Фландерсів[7]
- вкрав і зламав 4 бензопили
- вирвав усі квіти з клумби Фландерса для футбольної реклами, а потім посипав клумбу сіллю, щоб нічого не росло
- вкрав машину Фландерса і зрізав дах
- пиляв тільки у гаражі Фландерса
- позичив у безповоротний борг 5000 доларів[8]
- вкрав безлімітну кредитну картку, з якої зняв понад 50000 доларів, так само Барт вкрав у Тодда таку саму картку[9]
- вкрав інгалятор Тодда

### Відносини з Мардж Сімпсон
Усіма можливими засобами Нед намагається товаришувати із сім'єю Сімпсонів. І якщо з Гомером йому подружитися не вдалося через безліч причин, зокрема абсолютних характерів, найкращі відносини у нього із Мардж Сімпсон. Справа у тому, що Фландерс часто проявляє жіночність і потяг до різних хатніх справ, якими зазвичай займаються лише жінки, наприклад дуже любить поливати квіти. З самого початку життя сім'ї Сімпсонів Нед намагався допомогти їм чим міг. Мардж, своєю чергою часто допомагає Фландерс по дому і саду. Вони дуже часто роблять прибирання разом, що дуже злить Гомера, проте Гомер рідко на це якось реагує. Мардж неодноразово рятувала бізнес і саме життя Фландерса. Часто Мардж започатковувала різні акції якраз з Недом, або його дружиною. Після смерті Мод Фландерс Мардж намагалася всіма методами якось підбадьорити Неда і їй це вдалося, бо Мардж є закоренілою оптимісткою. Якщо у Неда часом виникають проблеми, він говорить лише з Мардж, бо вона як правило, не розповідає секрети Фландерса.

### Відносини з Мод Фландерс
Точно невідомо, скільки років тривали відносини Неда і Мод Фландерсів. Відомо, що понад 10 років. Одружився Нед і справді у 50 років (після одруження у нього народився старший син Родд і через 2 роки молодший Тодд), він дружив із Мод ще щонайменше 12-16 років, оскільки у флеш-беку, (серія 5 сезону «Секрети успішного шлюбу»), де у Неда і Мод ще не було дітей, спальня Неда була повністю розвішана фото і картинами з ним і Мод (найбільше, як вони ходять у походи), тобто знайомими вони були вже давно. Його дружина Мод завжди працювала по дому і лише зрідка допомагала Недові з магазином (від серії «Коли Фландерс провалився»). Отець Лавджой неодноразово називав Неда і Мод Фландерсів «ідеальною парою», бо настільки покладистих і добрих чоловіка і дружину годі було знайти. Ця ідилія, за словами Тімоті Лавджоя тривала б вічно, якби у серії «Знову я один-однісінький» у 11 сезоні Мод не загинула трагічно, впавши зі старої конструкції стадіону. Частково був винен і сусід Неда — Гомер Сімпсон. Якби Гомер не поставив машину на забороненій парковці, не перешкодив проїзду швидкої, і не нагнувся за кетчупом, то Мод була б жива. У 20 сезоні показується раннє життя Неда і Мод («Небезпечні Спогади», «Візьми моє Життя» — серії 428 і 431), де вони узагалі планували не мати дітей.

## Особистість Неда

### Біографія
Недів батько був художником, картини якого мали попит у всіх містах США. Його батьки колись були хіппі та в 1950-х їздили по всій країні, тому де народився Нед — точно невідомо, хоча перші роки життя Нед жив у Нью-Йорку. Свою юність Фландерс вже провів у Спрингфілді, де Нед вже живе приблизно з 15 років. Батьки його у всьому обмежували й від цього Нед став тяжкою дитиною. Він теж колись вчився у Спрінгфілдській початковій школі, але там він пробув менше ніж день. Він постійно хуліганив, дражнив і діставав вчительку. Але одного разу, його вчительці, Агнес Скіннер, увірвався терпець. Вона відправила Фландерса до директора. Невідомо як Нед закінчив школу і потім став місцевим розбишакою. Він був хуліганом до 30 років доки батьки його не відправили його до психіатрів на дивну програму «Програмування характеру», щоб зробити його більш-менш нормальним. Відтоді Нед взагалі перестав хуліганити та зробився просто молодим янголом, став ходити до церкви, молитися, жертвувати гроші у благодійні фонди. У віці коло 45 років Нед зустрічається з Мод, яка через 5 років згодом стає його дружиною. Потім у них народилися два чудові сини, Род і Тодд Фландерс. Душа Фландерса стала самотня після смерті Мод, але Нед це достойно пережив, і зараз щасливо живе з синами — Родом і Тоддом.

### Характер
Нед має дуже м'який і лагідний характер. У порівнянні з Гомером він постає як ідеальний сусід. Він і був задуманий як пародія на «ідеального» сусіда Гомера. Не зважаючи на те, що Фландерс дуже добропорядний, це часто приносить йому негаразди — його обманюють злодії, такі як Снейк, у нього постійно крадуть речі з його скромного магазину «Лівомаркет» різні типи хуліганів — як дорослі, так і малі, в основному — трійця шкільних хуліганів — Кірні, Дольф і Джимбо Джонс. Крім того, із Фландерса просто часто «користуються» (в основному — це Гомер Сімпсон) і безсоромно використовують його і довіру Фландерса. Фландерс має певні риси жіночності — він уміє кричати як жінка — особливо, коли бачить фіолетові штори, які є його улюбленими, або коли побачив, що зіштовхнув фікус своєї дружини Мод. Інша його риса жіночності — слабке бажання постояти за себе, хоч Нед є досить сильним. Нед також ніколи не огризається на грубості (як завжди, з боку Гомера) і не бере участі у різних шоу, хоча іноді сміливішає і бере участь у ризикованих справах.

### Вік
До 10 сезону мультсеріалу Фландерс мовчав стосовно свого віку. Змусив його зізнатися — Гомер Сімпсон, коли помітив, що Нед брав пенсійну знижку на автомийці. Тоді у церкві Гомер оприлюднив дані про його «шахрайство» і сказав, що пенсіонерам у США має «бути 55 років — мінімум» (що є правдою). Тоді Фландерс і зізнався, що йому 60 років. Це усіх дуже здивувало, адже на вигляд Фландерсу не більше 40 років. Його головний успіх — ніколи не порушувати заповідей і вчасно молитися — як він сам зазначив. У майбутньому, коли було показано час, коли вже Бартові було 41 рік, був показаний Нед у 90 — він нітрохи не змінився. Проте, це було лише передбачення. Про вік Фландерса ще декілька разів згадувалося у спогадах Лавджоя, де він мав би бути років на 21-23 старший за Гомера і років на 15 старший за Отця Лавджоя. Інший доказ — касета з відеозаписом, яке Фландерс святкував 59 і 60-річчя. Проте були суперечності, коли Фландерс казав, що не бачив свого лікаря 30 років, а у спогадах про візит до лікаря Нед був ще хлопчиком років 8-10. Тому є версія, що Фландерсу приблизно 40 років.

### Сім'я Фландерса
Як і родина Сімпсонів, Нед Фландерс має досить багато родичів з усіх континентів світу, не менше 70-80 осіб. Серед них — англійці, французи, німці, угорці і монголійці. Родичі Неда дуже схожі із ним по характеру — усі дуже чемні, привітні й доброзичливі. Усі його дорослі родичі мають так само двох дітей — двох синів. Протягом серіалу у сюжеті було задіяно наступних родичів Неда Фладнерса :
- Мод Фландерс — дружина Неда Фландерса, їй 37 років. Зійшлася характером із своїм чоловіком. Дуже високоморальна і часто ходить до церкви. Мод загинула у 11 сезоні (2000 рік) і ще з'являлася живою до кінця 2001 року у коміксах.
- Род Фландерс — старший син Неда Фландерса, йому 10 років. Род — маленька копія Неда, знає напам'ять 2-ге видання Біблії.
- Тодд Фландерс — молодший син Неда Фландерса, йому 8 років. Дуже покладистий і довірливий. За словами Неда, ще жодного разу не скоїв гріха.
- Сестра Неда — молодша сестра Неда Фландерса, яка мешкає у Нью-Йорку. На її запрошення Нед хотів переїхати у Нью-Йорк після того, як його будинок конфіскували у серії «Коли Фландерс провалився».

### Релігійність
Нед — дуже релігійний чоловік. У молодості Нед Фландерс був місцевим хуліганом та злодієм до 30 років, аж поки його батьки не привезли його до психіатрів, щоб перепрограмувати характер Неда. Проте лікарі сильно перестарались і Нед відтоді став дуже релігійною особою. На відміну від Гомера, він старанно відвідує Першу Церкву Спрингфілда щонайменше раз в один тиждень, іноді по можливості більше. У церкві він поводиться як справжній християнин — завжди сидить у першому ряді церкви та, по словах Лавджоя приїжджає до церкви ще за 3-4 години до початку служби, допомогти її організувати. Фландерс завжди виконує усі заповіді і закони Біблії і одного разу навіть признався, що досі карає себе за грубість у поводженні з дружиною. З його слів, він не вживає алкоголю вже 4000 днів (що є 10 років і 7 місяців) («Секрети успішного шлюбу»). Фландерс є сильно віруючим християнином і не признає ніяких інших релігій. У своїй вірі Нед раптово почав сумніватися одразу після смерті своєї жінки, Мод Фландерс. Нед навіть не збирався їхати у церкву в неділю через 2 тижні після смерті Мод. Щоправда, потім згадав, що так йому чинити не можна і примчав на машині на шаленій швидкості до церкви, увесь час вигукуючи «Вибач! Вибач! Вибач!…», проте спізнився. Однак саме Нед врятував Барта з Гомером від перетворення у католиків. Нед Фландерс не терпить і дуже сердиться через те, що багато жителів Спрингфілда сповідають і інші релігії та намагаються його переконати у правильності своїх віросповідань.

### Особисте життя
Нед Фландерс приховує деякі факти персонального життя. І приховує від усіх не лише від своїх двох дітей, та до 11 сезону дружини Мод Фландерс і усіх своїх знайомих і родичів. Дітей Нед вкладає спати у сьомій вечора, а сам же лягає спати за північ. Фландерс любить вночі дивитися серіал «Одружені та з дітьми» на каналі «Фокс» таємно від усіх. Попри те, що Фландерс вважає, що комедії є проти Бога, сам охоче дивиться цей серіал. До якогось часу Нед себе стримував, але потім став його дивитися кожен день. Оскільки серіал — комедія, Фландерс часом голосно сміється. Одного разу його син Тодд захворів на хворобу, яка перебігала з  гарячкою, і Недові здалось, що це він в усьому винен, бо голосно сміявся. До 4 сезону Нед мовчав про те, що має вдома чудову ігрову кімнату у підвалі. Після того, як Нед його побудував, такі хитрі люди, як Гомер Сімпсон не могли це не помітити й із цього часу регулярно там бувають. На ніч Нед часто читає Біблію — в основному про найстрашніші розділи про жорстокі катування і покарання. Нерідко після цього у Неда трапляються кошмарні сни, як йому наснилось, що він вбиває людей зі снайперської гвинтівки, і кожен вбитий перетворюється на Гомера Сімпсона.

## Серії зі значною участю Фландерса і Гомера Сімпсона

### Барт-зірка
Окрім того, що Нед володіє магазином Лівомаркет, себе він ще випробував як бейсбольний тренер — в епізоді «Барт-зірка» з 8 сезону Фландерс став тренером бейсбольної команди "Спрингфілдські Леви". У його команді була більша частина однокласників: Барта, Мілгаус, Шеррі й Террі, Джені, Нельсон, Льюіс та інші, а також із класу Лізи, Ральф, який встиг одразу відмітитися черговою дурістю (приніс баскетбольний м'яч замість бейсбольного) і ще декілька, не враховуючи Лізу. Хоча вона таки хотіла записатися. Спочатку Ліса звинуватила усіх, що вони грають м'ячами зі шкіри тварин, але дізналася що м'ячі синтетичні та втекла. Головна тактика Фландерса була — «жодних порушень і викладатися на усі 110 відсотків». Щоправда, довго Фландерсу бути тренером не судилося. Вже на першій грі, на яку прийшла вся сім'я Сімпсонів і ще з 200 вболівальників — Гомер одразу прийнявся робити звичну справу — голосно дражнив і ображав Фландерса і навіть кинув порожню пляшку з-під пива, якою попав Неду у потилицю. Нед розсердився і запропонував Гомерові бути тренером. Гомер погодився, і команда виграла турнір.

### Барт-коханець
У цій серії Барт Сімпсон пожартував над своєю вчителькою, представившись дорослим чоловіком, на ім'я Вудроу Вілсон. А тим часом Гомер почав майструвати будку для своєї собаки, з особливим небажанням, бо Гомер ніколи не піклувався і не піклується про хатнього улюбленця. Накупивши дощок, Гомер узяв пилу і почав різати, проте у нього не виходило і він став голосно проклинати усе на світі. Почувши слова Гомера на кшталт «Ідіотська дошка», Тодд Фланерс вирішив їх використати, і одразу за це був негайно покараний Недом Фландерсом. Нед одразу подзвонив Пастору Лавджою і розказав про проблему. Лавджой неохоче відповів йому, щоб Нед почитав Біблію на сторінці 900. Нед вирішив провести розслідування, чому його молодший син став лихословити та вибрав декілька тем: «наклейки на бампері машини», «комікси», «брат», «мультики» і «бабуся». Проте одразу ж почув за парканом, хто винен. Нед ввічливо попросив Гомера більше не вживати лайок за що був винагороджений прізвиськом «Адмірал Козел». По пораді Гомера Фландерс зголив собі вуса і знявся в рекламі, за яку отримав дуже товстий конверт з грошима (не менше 5-8 тисяч).

### Віва Нед Фландерс
На початку цієї серії, Гомер зауважує, що Фландерс отримує пенсійну знижку на автомийці, і вирішує, що Фландерс обманює продавця. Про це Гомер Сімпсон заявляє прямо у Першій Церкві Спрингфілда і стверджує, що Фландерс шахрай. Гомер каже: «Я не адвокат з великого міста, але знаю, що у США пенсіонерам 55 років мінімум! А тобі скільки, Фландерс?», на що Нед відповідає, що має вже 60. Тоді Фландерс вирішує стати схожим на Гомера, бо за його думкою «треба колись класному вчитися».
Тоді Фландерс проводить час разом з Гомером, вчиться у нього і вирішує, що Гомер саме той друг, якого Фландерсові не вистачає.
Гомер пропонує Неду їхати із ним у Лас-Вегас. Там Гомер і Нед напиваються та одружуються з повіями Крістал і Амбер.
Протверезівши, Гомер з Недом намагаються втекти, проте марно: їх зв'язують і вивозять з міста. Гомер і Нед змушені йти додому пішки, адже розбили машину. Їхні дружини ще повертаються до них у 12 сезоні, проте їдуть: Амбер була споєна і розвелась з Гомером, а Крістал мало не збожеволіла від релігійності Неда.

### Інші серії
- У епізоді «Бойскаути на дні» — стає тренером бойскаутів
- У епізоді «Бери мою дружину, покидьку» Гомер виграє байкерський мотоцикл і записує до команди усіх своїх друзів. Фландерс теж хоче записатися, і змушений віддати під штаб свій підвал. Цікаво, що група Гомера називалася Пекельні Дияволи, проте Нед усе одно туди приєднується.
- В епізоді «Гомер любить Фландерса» йому приснилось, що він став Чарльзом Вітменом, і почав стріляти в людей. Всі люди, яких у своєму сні вбив Нед, перетворювалися у його сусіда — Гомера Сімпсона.
- В епізоді «Діти Дядечка Гомера» він помилково потрапив на концерт Кріса Рока, думаючи, що йде на християнський рок-концерт. Коли Нед повернувся додому, він сказав: «Ніколи не чув, щоб проповідник так матюкався».
- У фільмі він стає як тато для Барта.
- «Багато Апу ні для чого» — Гомер бере Неда та інших друзів шпигувати за Апу. Нед був виштовхнутий Мо через слова «Для чого нам за ним шпигувати».
- «Заряджена Сімейка» — Нед був побитий Мо на стадіоні, а потім був пограбований Снейком.
- «Кусюче Маклерство» — вибирає новий будинок за допомогою Мардж, яка стає маклером.

## Соціальна діяльність

### Магазин
Докладніше у статті Лівомаркет
У серії Коли Фландерс провалився, Нед Фландерс кидає роботу фармацевта і відкриває власний бізнес — відкриває магазин для лівшів — Лівомаркет. Спочатку у Фландерса були з магазином серйозні негаразди, навіть Фландерс заставляв житло, проте завдяки Гомеру магазин знову запрацював. Магазин декілька разів з'являється у наступних серіях, зокрема пограбований. Проте Фландерс за це сильно не переживає, бо магазин приносить йому великі доходи, які іноді краде Гомер (наприклад Гомер каже: «Що за дивак цей Фландерс: я поцупив у нього 5 тисяч доларів, а той навіть не розізлився». Також у магазині Неда іноді відбуваються збори лівшів і обговорення продажів магазину. Саме у магазині Нед часто зустрічається з жінками, які потім запрошують його на побачення, щоправда, Нед відмовляється через вірність покійній дружині.

### Благодійність
Фландерс є надзвичайно благодійним чоловіком. Свого часу його прикладом скористалася Ліса Сімпсон, яка вирішила працювати безоплатно у Спрингфілдському будинку пристарілих, доглядаючи за старими людьми і крутячи лототрон для бінго. Барт теж там працював — за 2 долари на день. Проте Фландерс зайшов набагато далі — він часто ходить по району і збирає гуманітарну допомогу для біженців Азії та Африки. Нед не є засновником ніяких благодійних організацій, але вкладає у них багато грошей, хоча не такий вже він і заможний. Нед просто не витрачає гроші на непотріб — як Гомер — і частіше усього жертвує відсотків з 60 свого бюджету якраз на благодійність. Одного разу, вигравши 50000 доларів у баскетбол Нед одразу ж віддав обидва запропоновані чеки на 50000 та бонусний на 100000
доларів (другий за надзвичайну щедрість) на програму «розповсюдження Біблії в Бельгії». Найбільше його грошей ідуть у різні екологічні фонди і дитбудинки. Род і Тодд теж благодійні хлопці, не у плані того, що усіх жаліють і допомагають -а те, що Фландерс зазвичай відбирає у них останні гроші і одразу ж віддає. Одного разу він віддав усі заощаджені гроші на сайт «Вірю.com», де прогорів, хоча йому обіцяли 20 відсотків прибутку щороку.

### Цензура
Нед часто виступає за суворі цензурні обмеження, зокрема у 12 сезоні подає позов проти університету і 2 шкіл, у яких було введено дозвіл носити мініспідниці. Навіть Мардж не розуміє його кроку, за її словами, іноді Нед «заходить надто далеко», на що Гомер відповідає: «Справді, доу!».
Також Фландерс часто проводить різні справи проти місцевого телебачення. У 400 серії «Кенте, ти завжди кажеш, що хочеш», Нед годинами сидить перед телевізором і вичікує, щоб пролунали нецензурні вирази або була показана еротика. Дочекавшись
матюка від Кента, Нед одразу подає у суд на 6 канал. Фландерс також був прихильнику руху Мардж Сімпсон за припинення показу кривавого мультика про Чуха і Сверблячку у серії «Мардж проти: Чуха і Сверблячки».
У 17 сезоні Нед добивається того, щоб у початковій школі Спрингфілда був введений предмет вивчення Біблії як наука, проте Ліса доводить Неду (знову, у суді), що вивчення Біблії не є наукою для школярів.

### Хобі та інтереси
.
Нед — таємний прихильник відомого гурту The Beatles. Свою любов до Бітлз Нед показує не одразу, лише після випадку, коли Барт і Мілгаус випадково проникли у його напівпідвальну кімнату. Барт і Мілгаус утекли, а Нед знову зробив порядок у кімнаті.
Нед є справжнім колекціонером — він має усі 105 вінілових пластинок Бітлз, має перуки та одяг Бітлз, різні фігурки, футболки з надписами та інше. Коли Гомер дізнається про його інтереси, то Нед відповідає, що Бітлз популярніші за Ісуса, тому він їх любить. Фландерс каже цю фразу, так само як і Джон Леннон.
Також Нед захоплюється більярдом. Недарма він будує цілий ігровий зал у підвалі будинку, де крім більярду має Барні стійку та інші колекційні товари. Зал Неда часто стає зборищем усіх друзів Неда і Гомера.
У 16 сезоні виявляється, що Нед колекціонує нецке — фігурки маленьких хлопців. Більшість фігурок була розтрощена Гомером, хоча Гомер навіть не подумав вибачатися. Також Нед декілька тижнів перебирається до Спрингшира, проте Гомер знову повертає Неда у Спрингфілд.
Нед має й інші інтереси — у повнометражному фільмі виявляється, що він щотижня їздить на рибалку і ходить у походи. Так, у 5 сезоні «Бойскаути на дні», Нед тренує групу бойскаутів і влаштовує змагання на байдарках. Нед їде з Бартом і Гомером, через дурості якого (вистрілив у літак з ракетниці, з'їв усі запаси їжі за годину і викинув плеєр, бо Гомеру не сподобалася музика). У фільмі Нед йде з Бартом у похід, де зустрічає єнота-мутанта (через чергову дурість Гомера (вилив відходи у річку) звір мутував, а Спрингфілд накрили куполом).
Декілька років поспіль Нед займається боулінгом і входить до команди «Свята Четвірка», до його команди входив священник Лавджой і його жінка Хелен.
Крім цього, Нед надає перевагу фігурному вирізанню по дереву і вистригання фігур з листя, а також читанню Біблії.
Нед часто дивиться телевізор, зокрема іноді для позовів через безцензурність, а іноді дивиться комедійні програми. Його улюблений комедіант — Боб Сагет.
Іноді Нед ходить на театральні вистави. Найбільше йому подобаються вистави Доби Відродження., проте йому не подобається Пітер Маршал у ролі «Отелло».
З 30 років Нед співає у церковному хорі, у нього чудове сопрано. Декілька разів пробував вести проповіді, проте не допускався. Коли Лавджой йому дозволив, то Нед порізався об папір і знепритомнів. На посту його вдало замінив Гомер Сімпсон.
Іноді Нед знімає фільми на релігійні теми. Його перший фільм у серії «Бернс є Зіркою», де Нед демонструє короткометражний фільм «Усі 10 Заповідей», проте перемагає фільм Барні. Потім Фландерс знімає фільм з участю своїх синів Рода і Тодда і себе. Фільм під назвою «Страсті Каїна та Авеля» (де Родд «вбиває» Тодда бутафорним ножем) дуже сподобався жителям Спрингфілда. Тоді Фландерс знімає повнометражний фільм на 802 хвилини про різні події з історії Біблії, які теж мали успіх. У його фільмах були залучені більшість жителів Спрингфілда.

## Інше

### Пригоди Неда Фландерса
У кінці серії Сімпсонів під назвою «Фронт праці» є короткометражний мультфільм «Пригоди Неда Фландерса» з такою піснею:
| Ліві лапки | Хор: Курка любить півня, Гуска любить гусака, Всі люблять Неда Фландерса! Гомер: Крім мене! Хор: ... Усі, хто рахуються, люблять Неда Фландерса! | Праві лапки |